# Skagen (Nordland)
Pour les articles homonymes, voir Skagen (homonymie).
Skagen est une localité du comté de Nordland, en Norvège.

## Géographie
Administrativement, Skagen fait partie de la kommune de Hadsel.